# Kurt Maflin
Kurt Maflin (Lewisham, 8 de agosto de 1983) es un jugador de snooker noruego.

## Biografía
Nació en el distrito londinense de Lewisham, sito en el municipio homónimo, en 1983. Es jugador profesional de snooker desde 2001. Aunque no se ha proclamado campeón de ningún torneo de ranking, sí ha alcanzado las semifinales en tres ocasiones, a saber: la Players Tour Championship Grand Final de 2013, el Abierto de China de 2015 y el Masters de Riga de 2019. Sí ha logrado tejer dos tacadas máximas a lo largo de su carrera deportiva.

### Tacadas máximas
| Núm. | Año     | Torneo                                     | Rival             | Ronda                       | Ref.  |
| ---- | ------- | ------------------------------------------ | ----------------- | --------------------------- | ----- |
| 1    | 2010-11 | primera cita del Players Tour Championship | Michal Zielinski  | sesentaicuatroavos de final | [ 2 ] |
| 2    | 2012    | Abierto de Escocia                         | Stuart Carrington | dieciseisavos de final      | [ 3 ] |